# The Charm the Fury
The Charm the Fury est un groupe néerlandais de nu metal, originaire d'Amsterdam, actif entre 2010 et 2018. Le groupe était dernièrement sous contrat avec Arising Empire et Nuclear Blast.

## Histoire
Le groupe est formé en 2010 à Amsterdam, la capitale des Pays-Bas, et se compose de la chanteuse Caroline Westendorp, des deux guitaristes Mathijs Parent et Rolf Perdok, du bassiste Lucas Arnoldussen et du batteur Mathijs Tieken. Le 28 mai 2012, le groupe sort son premier EP intitulé The Social Meltdown, qui est accueilli entre autres par la station de radio BBC Radio 1, Kerrang! et Metal Hammer. Des concerts suivent en première partie de I Killed the Prom Queen, Oh, Sleeper et Textures, ainsi qu'une apparition au Groezrock, en Belgique.
Le 16 septembre 2013, A Shade of My Former Self, le premier album du groupe, sort sur Listenable Records en Europe et le jour suivant sur Pavement Entertainment en Amérique du Nord. Le 10 novembre 2013, le groupe joue à Eindhoven dans le cadre du Warped Tour. Le groupe y joue sur la Monster Energy North Stage avec John Coffey, Memphis May Fire, The Maine et We Came as Romans. Cinq jours plus tard, le groupe joue à Londres, également dans le cadre du Warped Tour. Le groupe y joue sur la Kevin Says Stage.
Entre le 16 janvier 2014 et le 28 février 2014, le groupe effectue une tournée de dix concerts aux Pays-Bas. Le 21 juin 2014, The Charm the Fury joue au Summerblast Festival à l'Exzellenzhaus de Trèves. Le groupe y joue sur l'Outdoor Stage avec, entre autres, Stick to Your Guns, Caliban, Hundredth, Letlive, Bury Tomorrow, Walls of Jericho et Betraying the Martyrs. Le groupe est confirmé avec Polar pour remplacer Rotting Out et Memphis May Fire, qui sont annulés. Six jours plus tard, le groupe joue au festival Mair1 à Montabaur. Le groupe était présent sur la Painstage avec To the Rats and Wolves, The Green River Burial, Choking on Illusions, et Science of Sleep.
Le 24 juin 2014, le groupe annonce être intéressé à représenter les Pays-Bas au Concours Eurovision de la chanson 2015. Cependant, à ce moment-là, aucun candidat n'avait été désigné pour la présélection nationale. Le groupe passe chez Arising Empire, la filiale de Nuclear Blast, et annonce la sortie de son deuxième album studio The Sick, Dumb and Happy pour le 17 mars 2017. En 2017, ils font la première partie d'Eluveitie et d'Amaranthe en tournée. Le 20 novembre 2018, les musiciens annoncent la séparation immédiate du groupe. Pour justifier cette décision, le groupe évoque le départ des deux guitaristes Mathijs Parent et Rolf Perdok ainsi que la situation financière des autres musiciens.

## Discographie

### Albums studio
- 2013 : A Shade of My Former Self (Listenable Records, Pavement Entertainment)
- 2017 : The Sick, Dumb and Happy (Arising Empire, Nuclear Blast)

### EP
- 2012 : The Social Meltdown (VHmetal Records)